# Gilbert de Clare, 7. Earl of Gloucester

Wappen von Gilbert de Clare

Gilbert de Clare, 7. Earl of Gloucester und 7. Earl of Hertford (* ca. 10. Mai 1291; † 24. Juni 1314 bei Stirling) war ein englischer Adliger. Er war der letzte männliche Angehörige der Hauptlinie der anglonormannischen Familie Clare. Nach seinem Tod in der Schlacht von Bannockburn kam es zu einer Aufteilung seiner Besitzungen.

## Herkunft und Jugend
Gilbert de Clare war der einzige Sohn von Gilbert de Clare, 6. Earl of Gloucester, und von Johanna, einer Tochter von König Eduard I. Er hatte zwei ältere Halbschwestern und drei Schwestern. Er wurde nach dem Tod seines Vaters 1295 im Alter von vier Jahren Erbe von dessen Titeln und umfangreichen Besitzungen, denen Ländereien vor allem in Südengland sowie in Südwales gehörten. Seine Mutter heiratete bald nach dem Tod seines Vaters heimlich in zweiter Ehe Ralph de Monthermer, einen Ritter aus dem Gefolge seines Vaters. Durch die Heirat wurde Monthermer durch seine Ehefrau Earl of Hertford und Earl of Gloucester, er wurde auch der Vormund des jungen Gilbert. Mit acht Jahren wurde Gilbert zur Erziehung an den Hof seiner Stief-Großmutter Königin Margaret gesandt.
Gelegentlich wird er mit seinem gleichnamigen Cousin Gilbert verwechselt, dem ältesten Sohn von Thomas de Clare, Lord of Thomond. Dieser war ein Jugendfreund des Kronprinzen Eduard, starb jedoch bereits 1307.

## Vermittler zwischen dem König und der Adelsopposition

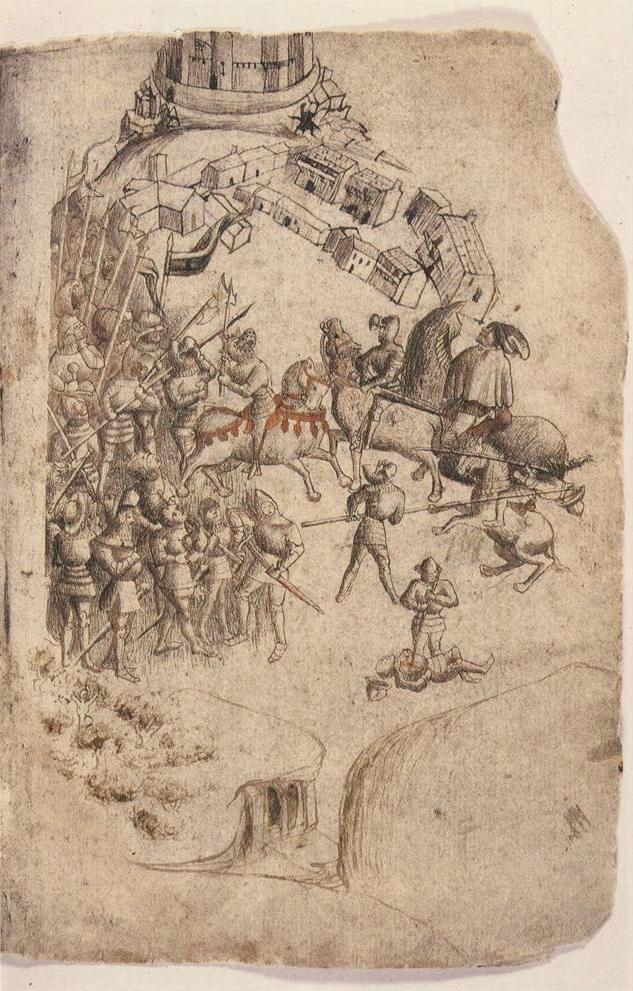
Die Schlacht bei Bannockburn. Darstellung aus den 1440er Jahren

Gilberts Mutter starb im April 1307, und wenig später erkannte ihn der neue König Eduard II. nach seiner Thronbesteigung als Erbe der Besitzungen seines Vaters an. Im März 1308 wurde er mit 16 Jahren Earl of Gloucester und Earl of Hertford. Mit einem geschätzten Jahreseinkommen von etwa £ 6000 war er nach dem Earl of Lancaster, der über etwa £ 8000 jährlich verfügte, der zweitreichste englische Adlige.
Trotz seiner Jugend wurde er bereits während der schottischen Unabhängigkeitskrieges von 1308 bis 1309 Warden von Schottland und im darauf folgenden Jahr Captain von Schottland und der Scottish Marches. Die Regierungszeit von König Eduard II. war jedoch von mehreren Krisen geprägt. Neben dem Krieg mit Schottland rebellierte der englische Adel gegen den Einfluss des königlichen Favoriten Piers Gaveston, der dazu mit Gilberts Schwester Margaret verheiratet war. Dennoch gehörte Gilbert zu den Lords Ordainers, die auf Druck der Adelsopposition ein Reformprogramm der Regierung, die sogenannten Ordinances erarbeiteten. Er gehörte jedoch nicht zu den radikalen Adligen, die Gaveston 1311 ins Exil zwang und ihn nach seiner Rückkehr 1312 entführten und ermordeten. Er söhnte sich selbst mit dem König wieder aus und wurde damit zum Vermittler zwischen dem König und den unzufriedenen Adligen unter Führung von Thomas of Lancaster. Gilbert genoss wahrscheinlich das Vertrauen der Adligen, aber vor allem auch des Königs. Der König ernannte ihn im März 1311 während seines Aufenthalts in Schottland und im Sommer 1313 während seiner Reise nach Frankreich zweimal zum Reichsverweser. Wegen seiner Verhandlungserfahrung sandte ihn der König im Februar 1314 als seinen Gesandten in die damals zu England gehörende Gascogne.

## Tod in der Schlacht von Bannockburn
Durch die innenpolitische Krise und die Machtkämpfe am Königshof war die englische Stellung in Schottland geschwächt worden. Um das von Robert Bruce belagerte Stirling Castle zu entsetzen, berief König Eduard II. im Sommer 1314 seine Vasallen zu einem Feldzug gegen Schottland nach Berwick-upon-Tweed. Gilbert de Clare folgte mit über 500 Rittern und Soldaten dem Aufruf des Königs, während das Fehlen des Earls of Lancaster und anderer Adliger anzeigte, dass die innenpolitische Krise in England noch nicht beigelegt war. Am 23. Juni 1314 erreichte das englische Heer Stirling. Die von Gilbert und vom Humphrey de Bohun, 4. Earl of Hereford gemeinsam geführte Vorhut wurde rasch in Geplänkel mit der schottischen Armee verwickelt. Während dieser Gefechte wurde der Neffe des Earls of Hereford, Henry de Bohun, im Zweikampf von Robert Bruce getötet, Gilbert verlor sein Pferd und ein Entsatzversuch der Burg unter Robert de Clifford wurde von den Schotten unter den Earls of Moray und Black Douglas abgewiesen.
Die Nacht verbrachten die Engländer, geschockt von den unerwarteten Verlusten und erschöpft von dem Vormarsch, aus Furcht vor einem schottischen Überraschungsangriff unter Waffen. Am nächsten Morgen versuchte Gilbert, unterstützt von den erfahreneren Soldaten, den König zu überzeugen, den Angriff auf die schottische Armee um einen Tag zu verschieben, damit die Soldaten sich erholen könnten. Darauf bezichtigten ihn andere Barone des Verrats und der Feigheit, worauf Gilbert geantwortet haben soll, dass die heutige Schlacht zeigen würde, dass er weder ein Verräter noch ein Lügner sei, und der König befahl den Angriff auf die schottische Armee. Die genauen Umstände des Todes von Gilbert sind ungeklärt, wahrscheinlich ritt er alleine oder vor seiner Streitmacht einen ungestümen Angriff auf die zu Fuß kämpfenden schottischen Truppen, als diese während des englischen Vormarsches überraschend an der Flanke der englischen Vorhut auftauchten. Dazu wurde er vermutlich durch die Beschuldigungen des Königs und durch einen Streit mit dem Earl of Hereford über die Kommandogewalt der Vorhut provoziert. Ohne Deckung durch seine nachfolgenden Ritter wurde Gilbert von den Soldaten von Black Douglas vom Pferd gestoßen. Da er angeblich keinen Wappenrock trug, erkannten die Schotten ihn nicht. Sie nahmen ihn nicht gefangen, um ein hohes Lösegeld zu erzielen, sondern töteten ihn.
Nach der Schlacht ließ Robert Bruce, der Gilberts Schwager war, seinen Leichnam bergen und in die englische Tewkesbury Abbey überführen, wo er neben seinen Vorfahren beigesetzt wurde. Bartholomew de Badlesmere, der das über 500 Ritter starke Aufgebot von Gilbert de Clare in der Schlacht geführt hatte, wurde dagegen vorgeworfen, seinen Lehnsherrn schändlich im Stich gelassen zu haben.

## Folgen seines Todes
Vermutlich auf Vermittlung seines Cousins Richard de Clare, Lord of Thomond hatte er am 29. September 1308 in Irland Maud de Burgh, eine Tochter des Earl of Ulster, geheiratet, während seine Schwester Elizabeth den Bruder seiner Frau heiratete. Seine Ehe war kinderlos geblieben. Seine Frau behauptete, sie sei zum Zeitpunkt von Gilberts Tod schwanger, so dass bis zur Geburt eines möglichen männlichen Erben die Besitzungen Gilberts unter königliche Verwaltung gestellt wurden. Da sie jedoch bis 1316 kein Kind bekam, entschied das Parlament 1317 schließlich, dass die Besitzungen der Clares zwischen seinen drei Schwestern bzw. deren Ehemännern aufgeteilt wurden, während seine beiden älteren Halbschwestern Isabel und Joan nach dem Ehevertrag seines Vaters bei der Hochzeit mit Johanna von England ohne Erbe blieben. Die Erbteilung hatte weitreichende Konsequenzen. Hugh le Despenser, der Ehemann seiner ältesten Schwester Eleanor, hatte seit Gilbert Tod beharrlich auf die Teilung des Besitzes bestanden, er erhielt Tewkesbury, die Hauptstadt der Honour of Gloucester sowie Glamorgan in den Welsh Marches.  Gilberts zweite Schwester Margaret, die Witwe von Piers Gaveston, heiratete 1317 Hugh de Audley. Sie erbte zahlreiche Besitzungen in England sowie Wentloog in den Welsh Marches. Elizabeth, seine jüngste Schwester, heiratete 1316 in zweiter Ehe Theobald de Verdon, 2. Baron Verdon, der jedoch noch im selben Jahr starb. In dritter Ehe heiratete sie 1317 Roger Damory. Sie erbte Clare Castle und die Honour of Clare. Gilberts Witwe Mathilda erhielt als Wittum Usk und Caerleon in Südostwales sowie weitere Besitzungen in England, die nach ihrem Tod 1320 unter den drei Erbinnen aufgeteilt wurden. Auch wenn die Aufteilung zunächst gerecht erschien, war Hugh le Despenser der Meistbegünstigte des Erbes. Er wurde neuer Favorit des Königs und durch diese Gunst gelang es ihm, dass sein Schwager Hugh de Audley ihm Wentloog übergeben musste. Als er seine Besitzungen in Südwales auch auf Kosten seiner Schwester Elizabeth, die Herrin von Usk und Caerleon geworden war, erweitern wollte, kam es 1321 zu einer Rebellion der Marcher Lords, dem sogenannten Despenser War.
Bereits 1314 war es nach dem Tod Gilberts in Glamorgan zu einer Revolte der walisischen Bevölkerung gekommen. 1316 kam es dort wegen der harten Haltung des königlichen Verwalters zu einer weiteren Rebellion unter Llywelyn Bren.
Die Titel von Gilbert de Clare, Earl of Hertford und Earl of Gloucester, erloschen mit seinem Tod. Der Titel Earl of Gloucester wurde 1337 für seinen Schwager Hugh de Audley wiederhergestellt.